# Arrenurus parallellatus
Arrenurus parallellatus är en kvalsterart som först beskrevs av Marshall 1908.  Arrenurus parallellatus ingår i släktet Arrenurus och familjen Arrenuridae. Inga underarter finns listade i Catalogue of Life.